# Петров, Георгий Георгиевич
Гео́ргий Гео́ргиевич Петро́в (8 декабря 1910, Санкт-Петербург — 13 июня 1944, Ленинградская область) — командир эскадрильи 154-го истребительного авиационного полка 39-й истребительной авиационной дивизии Ленинградского фронта, капитан, Герой Советского Союза.

## Биография
Родился 8 декабря 1910 года в семье служащего. Русский. Окончил 7 классов и школу ФЗУ, работал слесарем.
В Красной Армии с 1931 года. В том же году окончил Энгельсскую военно-теоретическую школу лётчиков. В 1932 году вступил в ВКП(б). Участник Советско-финской войны 1939—1940 годов. На фронтах Великой Отечественной войны с июня 1941 года.
К августу 1941 года командир эскадрильи капитан Петров совершил 120 боевых вылетов на самолётах И-16 и МиГ-3, в том числе: на глубокую разведку в тыл врага — 6 вылетов, штурмовку аэродромов — 2 вылета, штурмовку наземных войск — 6 вылетов, сопровождение бомбардировщиков на выполнение боевых задач по разрушению военных объектов противника — 40 вылетов. Участвуя в 20 воздушных боях на подступах к Ленинграду и в районе Октябрьской железной дороги, сбил 3 самолёта-истребителя противника. Лётчиками его эскадрильи сбито 18 самолётов.
Указом Президиума Верховного Совета СССР от 16 января 1942 года за образцовое выполнение боевых заданий командования на фронте борьбы с немецко-фашистским захватчиками и проявленные при этом мужество и героизм капитану Петрову Георгию Георгиевичу присвоено звание Героя Советского Союза с вручением ордена Ленина и медали «Золотая Звезда» (№ 637).
Гвардии подполковник Г. Г. Петров погиб при катастрофе 13 июня 1944 года. Похоронен в посёлке Ропша Ломоносовского района Ленинградской области.